# Lusitânia Sport Club
Lusitânia Sport Club foi uma agremiação esportiva de Rio de Janeiro.

## História
O clube se fundiu com o Club de Regatas Vasco da Gama em 1915, o que fiz com o clube passasse a ter uma equipe de futebol.